# Renan Barão
Renan do Nascimento Mota Pegado także jako Renan Barão (ur. 31 stycznia 1987 w Natal) – brazylijski zawodnik mieszanych sztuk walki (MMA). Były zawodnik Ultimate Fighting Championship, gdzie w latach 2012-2014 był mistrzem wagi koguciej.

## Życiorys
Barão urodził się w biednej, trzynastoosobowej rodzinie w Natalu, w Brazylii. Jego rodzice rozwiedli się, gdy był młody, i wychowywały go głównie matka, ciotka i babcia. Po rozwodzie rodziców Barão poznał swojego ojca – utalentowanego boksera – gdy był nastolatkiem. Zainspirowany ojcem, Barão natychmiast zaczął trenować sporty walki. Jego przydomek Barão (baron), który poprzedzał jego karierę sportową, został mu nadany przez babcię na cześć postaci z brazylijskiej telenoweli Panna dziedziczka.

## Kariera MMA

### Wczesna kariera
Zadebiutował w MMA w 2005 roku, początkowo występował w małych organizacjach na terytorium Brazylii. Po licznych sukcesach w Ameryce Południowej, związał się z amerykańska organizacją World Extreme Cagefighting, gdzie zadebiutował 20 czerwca 2010 w walce z Anthony Leone. Barão wygrał przez poddanie w trzeciej rundzie. Następną walkę stoczył 16 grudnia 2010 z Chrisem Cariaso, którego pokonał również przez poddanie, tym razem już w pierwszej rundzie.

### UFC
W październiku 2010 WEC zostało połączone z UFC. Zawodnicy WEC przeszli do UFC.
Barão zadebiutował w UFC 28 maja 2011 na UFC 130, wygrał z Cole'em Escovedo przez jednogłośną decyzję. Następnie, 5 listopada 2011 na UFC 138, pokonał Brada Picketta przez poddanie w pierwszej rundzie. Jego kolejnym przeciwnikiem 4 lutego 2012 na UFC 143 był Scott Jorgensen. Barão wygrał przez jednogłośną decyzję. W tym czasie mistrz UFC w wadze koguciej Dominick Cruz doznał kontuzji, w związku z czym zapadła decyzja o wyborze tymczasowego mistrza tej kategorii 21 lipca 2012 na UFC 149 Barão pokonał Urijaha Fabera przez jednogłośną decyzję i został tymczasowym mistrzem UFC w wadze koguciej. Następnie obronił ten tytuł 16 lutego 2013 na gali UFC on Fuel TV: Barao vs. McDonald w starciu z Michaelem McDonaldem, którego pokonał przez poddanie w czwartej rundzie Kolejną obronę stoczył 21 września 2013 na UFC 165, gdzie pokonał Eddiego Winelanda, nokautując go w drugiej rundzie.
1 lutego 2014r. miało dojść do walki Renana Barão z Dominickiem Cruzem o zostanie niekwestionowanym mistrzem wagi koguciej UFC. Do tej walki jednak nie doszło, ponieważ Cruz ponownie doznał kontuzji i UFC zadecydowało o odebraniu mu pasa oraz oddaniu go w ręce Barão. Zamiast z Cruzem, Barão 1 lutego 2014 na UFC 169 zmierzył się więc ponownie z Urijahem Faberem, którego pokonał przez techniczny nokaut w pierwszej rundzie.
24 maja 2014 na UFC 173 niespodziewanie stracił tytuł na rzecz T.J. Dillashawa, przegrywając z nim przez TKO w ostatniej, piątej rundzie mistrzowskiego boju. 30 lipca 2014 miał się odbyć rewanż Dillashaw vs Barão lecz na dzień przed galą, w czasie ścinania wagi przed oficjalnym ważeniem Brazylijczyk zasłabł i został przewieziony do szpitala. Do rewanżu ostatecznie doszło prawie rok później 25 lipca 2015, lecz i tym razem górą był Dillashaw wygrywając z Brazylijczykiem przez TKO w 4. rundzie. Po tej przegranej, postanowił zmienić kategorię wagową na piórkową (-66 kg).

### GFL
W grudniu 2024 roku, podpisał kontrakt z nowo powstałą organizacją Global Fight League. Później ogłoszono jednak, że wszystkie wydarzenia GFL zostały odwołane.

## Osiągnięcia i nagrody

### Mieszane sztuki walki
- Garra Fight
  - 2007: Garra Fight - 1. miejsce w turnieju
- Watch Out Combat Show
  - 2008: WOCS 2 - 1. miejsce w turnieju
- Ultimate Fighting Championship
  - 2012-2014: tymczasowy mistrz UFC w wadze koguciej (-61 kg)
  - 2014: mistrz UFC w wadze koguciej
  - Bonus za walkę wieczoru (trzy razy) vs. Brad Pickett (2011)[21], T.J. Dillashaw (2014)[22], Jeremy Stephens (2016)[23]
  - Bonus za występ wieczoru (raz) vs. Mitch Gagnon (2014)[24]
  - Bonus za nokaut wieczoru (raz) vs. Eddie Wineland (2013)
  - Bonus za poddanie wieczoru (raz) vs. Michael McDonald (2013)[25]

## Lista zawodowych walk MMA
| Wynik      | Bilans    | Przeciwnik (bilans przed walką)     | Rozstrzygnięcie                           | Runda | Czas | Gala                                   | Data                 | Miejsce        | Uwagi |
| ---------- | --------- | ----------------------------------- | ----------------------------------------- | ----- | ---- | -------------------------------------- | -------------------- | -------------- | --- |
| Przegrana  | 34–10 (1) | Walter Zamora (12-5)                | Decyzja (niejednogłośna)                  | 3     | 5:00 | Fera Championship: Fight Night         | 07.10.2023           | Zahra          | |
| Przegrana  | 34–9 (1)  | Douglas Silva de Andrade (25-3)     | Decyzja (niejednogłośna)                  | 3     | 5:00 | UFC Fight Night: Błachowicz vs. Jacaré | 16.11.2019           | São Paulo      | Powrót do wagi piórkowej. |
| Przegrana  | 34–8 (1)  | Luke Sanders (12-3)                 | TKO (ciosy pięściami)                     | 2     | 1:01 | UFC on ESPN: Ngannou vs. Velasquez     | 17.02.2019           | Phoenix        | Limit umowny -62,6 kg. Barão nie wykonał wagi |
| Przegrana  | 34–7 (1)  | Andre Ewell (13-4)                  | Decyzja (niejednogłośna)                  | 3     | 5:00 | UFC Fight Night: Santos vs. Anders     | 22.09.2018           | São Paulo      | Limit umowny -64,3 kg. Barão nie wykonał wagi |
| Przegrana  | 34–6 (1)  | Brian Kelleher (18-8)               | Decyzja (jednogłośna)                     | 3     | 5:00 | UFC on FOX 28                          | 24.02.2018           | Orlando        | Powrót do wagi koguciej. |
| Przegrana  | 34–5 (1)  | Aljamain Sterling (13-2)            | Decyzja (jednogłośna)                     | 3     | 5:00 | UFC 214                                | 29.07.2017           | Anaheim        | Limit umowny -63,5 kg |
| Wygrana    | 34–4 (1)  | Phillip Nover (11-6-1)              | Decyzja (jednogłośna)                     | 3     | 5:00 | UFC Fight Night: Cyborg vs. Lansberg   | 24 września 2016     | Brasília       | |
| Przegrana  | 33–4 (1)  | Jeremy Stephens (24-12)             | Decyzja (jednogłośna)                     | 4     | 0:35 | UFC Fight Night: Almeida vs. Garbrandt | 29 maja 2016         | Las Vegas      | Powrót do wagi piórkowej. Bonus za walkę wieczoru |
| Przegrana  | 33–3 (1)  | T.J. Dillashaw (11-2)               | TKO (ciosy pięściami)                     | 4     | 0:35 | UFC on Fox: Dillashaw vs. Barão 2      | 25 lipca 2015        | Chicago        | Walka o mistrzostwo UFC w wadze koguciej |
| Wygrana    | 33–2 (1)  | Mitch Gagnon (12-2)                 | Poddanie (duszenie rękoma)                | 3     | 3:53 | UFC Fight Night: Machida vs. Dollaway  | 20 grudnia 2014      | Barueri        | Bonus za występ wieczoru |
| Przegrana  | 32–2 (1)  | T.J. Dillashaw (9-2)                | TKO (wysokie kopnięcie i ciosy pięściami) | 5     | 2:26 | UFC 173                                | 24 maja 2014         | Las Vegas      | Stracił mistrzostwo UFC w wadze koguciej. Bonus za walkę wieczoru                                                                                      |
| Wygrana    | 32–1 (1)  | Urijah Faber (30-6)                 | TKO (ciosy pięściami)                     | 1     | 3:42 | UFC 169                                | 1 lutego 2014        | Newark         | Obronił mistrzostwo UFC w wadze koguciej |
| Wygrana    | 31–1 (1)  | Eddie Wineland (20-8-1)             | TKO (ciosy pięściami i kolanami)          | 2     | 0:35 | UFC 165                                | 21 września 2013     | Toronto        | Obronił tymczasowe mistrzostwo UFC w wadze koguciej. Bonus za nokaut wieczoru. Barão został promowany niekwestionowanym mistrzem 6 stycznia 2014 roku. |
| Wygrana    | 30–1 (1)  | Michael McDonald (15-1)             | Poddanie (dźwignia na rękę)               | 4     | 3:57 | UFC on Fuel TV: Barão vs. McDonald     | 16 lutego 2013       | Londyn         | Obronił tymczasowe mistrzostwo UFC w wadze koguciej. Bonus za poddanie wieczoru                                                                        |
| Wygrana    | 29–1 (1)  | Urijah Faber (26-5)                 | Decyzja (jednogłośna)                     | 5     | 5:00 | UFC 149                                | 21 lipca 2012        | Calgary        | Zdobył tymczasowe mistrzostwo UFC w wadze koguciej |
| Wygrana    | 28–1 (1)  | Scott Jorgensen (13-4)              | Decyzja (jednogłośna)                     | 3     | 5:00 | UFC 143                                | 4 lutego 2012        | Las Vegas      | |
| Wygrana    | 27–1 (1)  | Brad Pickett (21-5)                 | Poddanie (duszenie zza pleców)            | 1     | 4:09 | UFC 138                                | 5 listopada 2011     | Birmingham     | Bonus za walkę wieczoru |
| Wygrana    | 26–1 (1)  | Cole Escovedo (17-6)                | Decyzja (jednogłośna)                     | 3     | 5:00 | UFC 130                                | 28 maja 2011         | Las Vegas      | Debiut w UFC |
| Wygrana    | 25–1 (1)  | Chris Cariaso (10-1)                | Poddanie (duszenie zza pleców)            | 1     | 3:47 | WEC 53                                 | 16 grudnia 2010      | Glendale       | |
| Wygrana    | 24–1 (1)  | Anthony Leone (8-0)                 | Poddanie (balacha)                        | 3     | 2:29 | WEC 49                                 | 20 czerwca 2010      | Edmonton       | Limit umowny -64,8 kg |
| Wygrana    | 23–1 (1)  | Sergio Silva (6-2)                  | Decyzja(jednogłośna)                      | 3     | 5:00 | Jungle Fight 17                        | 27 lutego 2010       | Vila Velha     | |
| Wygrana    | 22–1 (1)  | Jorge Enciso (6-5-2)                | Poddanie (duszenie zza pleców)            | 1     | 3:42 | Platinum Fight Brazil 2                | 5 grudnia 2009       | Rio de Janeiro | |
| Wygrana    | 21–1 (1)  | Marcio Nunes (2-2)                  | Poddanie (kimura)                         | 1     | 2:45 | Eagle Fighting Championship            | 26 września 2009     | São Paulo      | |
| Wygrana    | 20–1 (1)  | Paulo Dantas (17-5)                 | Decyzja (jednogłośna)                     | 3     | 5:00 | Shooto 13                              | 27 sierpnia 2009     | Fortaleza      | |
| Wygrana    | 19–1 (1)  | Jurandir Sardinha (7-1)             | TKO (ciosy pięściami)                     | 2     | 0:21 | Platinum Fight Brazil                  | 13 sierpnia 2009     | Natal          | |
| Wygrana    | 18–1 (1)  | Andre Luiz (6-3-1)                  | Poddanie (duszenie trójkątne)             | 3     | 1:38 | Watch Out Combat Show 3                | 19 marca 2009        | Rio de Janeiro | |
| Wygrana    | 17–1 (1)  | Alexandre Pinheiro (3-0)            | TKO (kontuzja ramienia)                   | 3     | 0:58 | Shooto Brazil 9                        | 29 listopada 2008    | Fortaleza      | |
| Wygrana    | 16–1 (1)  | Rogerio Silva (2-1)                 | Poddanie (duszenie zza pleców)            | 2     | 3:21 | Watch Out Combat Show 2                | 25 września 2008     | Rio de Janeiro | |
| Wygrana    | 15–1 (1)  | William Porfirio (3-2)              | KO (kolano)                               | 1     | 2:25 | Watch Out Combat Show 2                | 25 września 2008     | Rio de Janeiro | |
| Wygrana    | 14–1 (1)  | Fabiano Lucas (0-4)                 | Decyzja (jednogłośna)                     | 3     | 5:00 | Shooto Brazil 8                        | 30 sierpnia 2008     | Rio de Janeiro | |
| Wygrana    | 13–1 (1)  | Jetron Azevedo (1-1)                | Poddanie (balacha)                        | 1     | 4:56 | Leal Combat                            | 5 czerwca 2008       | Natal          | Debiut w wadze lekkiej. Azevedo nie wykonał wagi |
| Wygrana    | 12–1 (1)  | Ronaldo Figueiredo (5-1)            | Decyzja (jednogłośna)                     | 3     | 5:00 | Natal Cage Vale Tudo                   | 23 maja 2008         | Natal          | |
| Wygrana    | 11–1 (1)  | William Vianna (8-4)                | Decyzja (jednogłośna)                     | 3     | 5:00 | Shooto Brazil 6                        | 19 kwietnia 2008     | Rio de Janeiro | |
| No contest | 10–1 (1)  | Claudemir Souza (3-2)               | No contest (nieprzepisowe kopnięcie)      | 1     | 5:00 | Black Bull Vale Tudo                   | 12 grudnia 2007      | Recife         | |
| Wygrana    | 10-1      | Danilo Noronha (2-0)                | Poddanie (duszenie zza pleców)            | 1     | 0:33 | Shooto Brazil 4                        | 27 października 2007 | Rio de Janeiro | |
| Wygrana    | 9–1       | Erinaldo Rodriguez (4-2)            | Poddanie (dźwignia na staw skokowy)       | 1     | 1:33 | Shooto Brazil 3                        | 7 lipca 2007         | Rio de Janeiro | Debiut w wadze koguciej. |
| Wygrana    | 8–1       | Carlos Heide (4-2)                  | Poddanie (duszenie trójkątne)             | 1     | N/A  | Garra Fight                            | 25 kwietnia 2007     | Natal          | |
| Wygrana    | 7–1       | Janailson Pereira (9-2)             | Decyzja (niejednogłośna)                  | 3     | 5:00 | Garra Fight                            | 25 kwietnia 2007     | Natal          | |
| Wygrana    | 6–1       | Rony Jason (2-0)                    | Decyzja (niejednogłośna)                  | 3     | 5:00 | Cage Fight Nordeste                    | 9 listopada 2006     | Natal          | |
| Wygrana    | 5–1       | Caio Robson (0-1)                   | TKO (ciosy pięściami)                     | 1     | 2:45 | Nordest Combat Championship            | 6 września 2006      | Natal          | |
| Wygrana    | 4–1       | Gleison Menezes (2-2)               | Poddanie (dźwignia na kolano)             | 1     | N/A  | Rino's FC 2                            | 8 czerwca 2006       | Recife         | |
| Wygrana    | 3–1       | Dande Dande (0-0)                   | KO (ciosy pięściami)                      | 1     | N/A  | Fight Ship Looking Boy 2               | 22 listopada 2005    | Natal          | |
| Wygrana    | 2–1       | Anistavio Medeiros (2-0)            | Poddanie (duszenie zza pleców)            | 2     | 3:41 | Mossoro Fight                          | 26 sierpnia 2005     | Mossoró        | Powrót do wagi piórkowej |
| Wygrana    | 1-1       | Melk Freitas (0-0)                  | TKO (ciosy pięściami)                     | 3     | 1:41 | Tremons Fight                          | 13 maja 2005         | Joao Camara    | |
| Przegrana  | 0-1       | João Paulo Rodrigues de Souza (1-0) | Decyzja (jednogłośna)                     | 3     | 5:00 | Heat FC 3                              | 14 kwietnia 2005     | Natal          | Debiut w MMA |